# Rattus hainaldi
Rattus hainaldi  (Kitchener, How & Maharadatunkamsi, 1991) è un roditore della famiglia dei Muridi endemico dell'isola di Flores.

## Descrizione

### Dimensioni
Roditore di piccole dimensioni, con la lunghezza della testa e del corpo di 133,4 mm, la lunghezza della coda di 161,1 mm, la lunghezza del piede di 29,5 mm, la lunghezza delle orecchie di 21,1 mm e un peso fino a 81 g.

### Aspetto
La pelliccia è lunga e soffice. Le parti superiori sono bruno-arancioni, con riflessi marroni scuri, mentre le parti inferiori sono bianco crema. Il dorso delle zampe è bianco. Le orecchie sono moderatamente lunghe, rotonde e ricoperte di piccoli peli grigiastri. La coda è più lunga della testa e del corpo, grigiastra sopra, più chiara sotto e con 10-16 anelli di scaglie per centimetro.

## Biologia

### Comportamento
È una specie terricola.

## Distribuzione e habitat
Questa specie è endemica dell'isola di Flores.
Vive nelle foreste primarie e secondarie montane tra 1.000 e 2.000 metri di altitudine.

## Conservazione
La IUCN Red List, considerato l'areale limitato e seriamente frammentato e il continuo degrado del proprio habitat, classifica R.hainaldi come specie in pericolo (EN).